# Борис Дякович
Борис Дякович (болг. Борис Дякович; нар. 22 лютого 1868, Болград — пом. 8 січня 1937, Пловдив)— болгарський археолог та бібліотечний працівник походженням з української Бессарабії. Брат Александра Дяковича.

## Біографія
Народився в Болграді в родині Івана Дяковича. Закінчив румунсько-болгарську трикласну школу у своєму рідному Болграді та класичну гімназію у Пловдиві (1890). Вивчав право в Одеському університеті (1891-1893) та Празі (1894), історію та археологію в Парижі (1895-1898). У Софії він був призначений куратором в етнографічному відділенні Національного музею (1898) та заступником директора Національної бібліотеки (1899). З 1 квітня 1901 по лютий 1932 був директором Пловдивської Національної бібліотеки та заснував Археологічний музей (1910). Засновник (1923) та Перший почесний член (1937) Археологічного товариства в Пловдиві, член Болгарського археологічного інституту з моменту його заснування (1920) до своєї смерті.
Дякович є автором розділу «Бібліотеки та музеї» в Законі «Про народження Просвітництва» (1909). Розробив новий, сучасний статут Національної бібліотеки у Пловдиві (1920) і почав видавати свій щорічник (1905). Як археолог він працював у галузі тракійської та греко-римської давнини.